# Arnaldo de Mercader y de Zufía
Arnaldo de Mercader y de Zufía (Barcelona, 1852 — Cornellá del Llobregat(?), 1932) fue un meteorólogo y museógrafo español. III conde de Belloch.

## Biografía
Su padre fue Joaquín Mercader y Belloch (1824-1904), arqueólogo, III conde de Belloch, quien rehabilitó el título en 1871 al ser un descendiente directo -cuarto nieto- del primer conde, Ramón de Belloch y de Macip.
Interesado en la meteología, en 1899 financió y fundó el observatorio Belloch, en el turón situado delante de la masía de can Bosc, en las montañas del Far (Llinars del Vallés). También fundó en 1901, junto con su amigo y colaborador Antonio Llorens y Clariana, la primera publicación catalana de meteorología, denominada "Hojas Meteorológicas".
Fue diputado provincial y presidente de la Junta de Museos de Barcelona entre 1924 y 1930. Durante su gestión, se inauguró la instalación de las pinturas románicas de las Iglesias pirenaicas en el Museo de Arte Decorativo y Arqueológico -que actualmente se encuentran en el Museo Nacional de Arte de Cataluña-, adquiridas por la Junta anterior que presidía Josep Llimona (quien había dimitido poco antes a raíz de los cambios que en la Junta habían impuesto las nuevas circunstancias políticas), enriqueciendo la colección con retablos góticos (como el de Jaime Huguet), colecciones de exlibris (J.Triadó) y monedas antiguas (Bosch Alsina).
De grandes inquietudes literarias, presidió los primeros Juegos Florales del Centro Catalanista l' Avenç, de Cornellá del Llobregat en 1908.
Casó con la italiana Paulina Pozzali y Crotti, escritora, autora de títulos moralizantes, como Mujer (1921) o Crimen Social (1924).
En 1930, formó parte del último Ayuntamiento monárquico de Cornellá, localidad donde el conde tenía su residencia habitual, en el Palacio de Can Mercader, hoy museo.
Falleció en 1932, sin descendencia. Sus bienes pasaron a su esposa, que falleció en 1953, momento en que los bienes pasaron a la "Fundación Belloch-Pozzali", vinculada al Arzobispado de Barcelona, y que tuvo como presidente perpetuo al confesor de la condesa, el padre Bonet.
Su hermano fue Francisco Javier de Mercader y de Zufía, primer vizconde de Belloch, general de división, gobernador militar de Sevilla (1925) e inspector de caballería en Barcelona (1927).
Su otro hermano fue Pedro de Mercader y de Zufía (Barcelona 1857 — 1928), almirante, capitán general de Cádiz hasta 1927. Su nieto, Pedro de Mercader y Piqué, rehabilitó el título de conde de Belloch en 1961, siendo el IV conde.